# Alconada de Maderuelo
Alconada de Maderuelo település Spanyolországban, Segovia tartományban. Alconada de Maderuelo Campo de San Pedro, Maderuelo, Aldealengua de Santa María, Languilla és Riaguas de San Bartolomé községekkel határos. Lakosainak száma 26 fő (2024).

## Népesség
A település népessége az elmúlt években az alábbi módon változott:
| Lakosok száma | 54   | 52   | 49   | 41   | 34   | 33   | 29   | 25   | 24   | 26   |
|               | 2001 | 2004 | 2007 | 2009 | 2012 | 2014 | 2017 | 2019 | 2022 | 2024 |